# Híjar
Híjar es una villa y municipio en la comarca del Bajo Martín, provincia de Teruel, Aragón, España. Está ubicado dentro de la zona denominada como Bajo Aragón histórico y pertenece a los pueblos de la Ruta del tambor y el bombo.

## Geografía
Integrado en la comarca de Bajo Martín, se sitúa a 150 km de la capital provincial. El término municipal está atravesado por la carretera nacional N-232 entre los pK 150-151 y 153-169, además de por las carreteras autonómicas A-224, que conecta conUrrea de Gaén y Samper de Calanda, y A-1406, que se dirige hacia La Puebla de Híjar.
El relieve del municipio está caracterizado por la presencia del río Martín, afluente del Ebro, que crea un característico valle cercano al casco urbano. Además, el resto del patrimonio natural que conforma la zona de Híjar conserva un importante paisaje, siendo las estepas uno de los entornos más peculiares de la zona, presentando un paisaje que generalmente alterna los relieves ondulados con los llanos, destacando en la mayoría de los casos la ausencia de arbustos y arbolado. La altitud oscila entre los 516 m al sureste (cerro Cabeza Gorda) y los 230 m a orillas del río Martín. El pueblo se alza a 291 m sobre el nivel del mar.
Tiene una temperatura media anual de 14,3 °C y su precipitación anual es de 360 mm.
| Noroeste: Vinaceite                            | Norte: La Puebla de Híjar | Noreste: Samper de Calanda |
| Oeste: Belchite (Zaragoza) y Lécera (Zaragoza) |                           | Este: Alcañiz              |
| Suroeste: Albalate del Arzobispo               | Sur: Urrea de Gaén        | Sureste: Andorra           |

## Toponimia
A Híjar se le atribuyen diversos nombres en épocas distintas. El historiador Pedro Pruneda, en la Crónica de la provincia de Teruel, sostiene que la villa de Híjar es antiquísima, siendo su nombre durante el Imperio Romano Arse o Ars. Dicho nombre provendría del hebreo הר (Har), cuyo significado es «montaña» o «colina». En fenicio la localidad se llamó Igar, de idéntico significado, y a partir de este topónimo fenicio se llegó al árabe Ixar, de donde deriva su actual nombre.
Según el arabista Robert Pocklington, y en relación con los dos topónimos Híjar en la provincia de Albacete, se trata de puentes. Puesto que este nombre procede del árabe حِجَار (/ḥijār/, hijár, “piedras”), resulta verosímil suponer que se trata de puentes que se diferenciaban de los demás de su clase por estar construidos con ese material, en el caso de la villa aragonesa, sobre el río Martín.

## Historia

### Edad Antigua
Los asentamientos más antiguos en el término municipal corresponden a las pinturas rupestres de los cuatro cañones y posteriormente a la época ibérica, de la que se conservan restos en los yacimientos de La Valecia, Los Palomaricos y Cabezo de la Revelaina. De época romana es el yacimiento de la Val de Muzas —en la margen izquierda del río Martín—, que podría pertenecer a una antigua villa romana. El material recogido en este lugar contiene restos de cerámica de terra sigillata y de mosaicos. Otros yacimientos como los de Las Camarillas y Las Lianas, también en la margen izquierda del río, datan de la época altoimperial.

### Edad Media
La caída del Imperio romano trajo consigo la dispersión de la población. De la Alta Edad Media son los restos conocidos como «Las Tumbas», consistentes en tres tumbas antropomorfas que corresponderían con una necrópolis visigoda, similares a las vecinas de las Lastras de San José, en Albalate del Arzobispo.
Híjar fue reconquistada al poder musulmán por Galín Jiménez, señor de Belchite, en tiempos de Ramón Berenguer IV.
La Baronía de Híjar se fundó oficialmente el 20 de abril de 1268, cuando el monarca Jaime I el Conquistador otorgó a su hijo natural Don Pedro, la mitad del castillo de Híjar y Urrea. Don Pedro, adoptó como apellido el nombre de la villa, pasando a llamarse Pedro Fernández de Híjar. Quedó, por tanto, ligado el nombre de la villa con la casa nobiliaria que ostentaba el título «de Híjar» hasta abril de 1483, cuando los Reyes Católicos elevaron el señorío a la categoría de ducado. Dicho señorío estaba formado por Híjar, La Puebla de Híjar, Urrea de Gaén y La Puebla de Albortón.
En el año 1300, el II Señor de Híjar inició la construcción del Hospital e Iglesia de la Santa Cruz, quien también ordenó la construcción del puente sobre el río Martín y la Cruz Cubierta. En 1318 se construía la Iglesia de Santa María la Mayor, templo que sería ascendido a la categoría de Colegiata un año más tarde por el papa Juan XXII.
Durante la Edad Media coexistieron en la villa cristianos, judíos y musulmanes, organizados en sus propios barrios. Se conoce un documento de 1410, en el cual Açach Chinillo, «adelantado» de la Aljama de Ixar, solicitaba ampliar la sinagoga. De la aljama de moros hay muy poca información, pero parece que fue tan importante como la de los judíos.

### Edad Moderna
La Edad Moderna es el periodo de mayor esplendor de la Casa de Híjar y por extensión de la villa que lleva su nombre.
D Juan Fernández de Híjar y Cabrera fue, desde 1483, el primer Duque de Híjar, instalando en su palacio una imprenta propia; este era un invento casi desconocido en la España de esa época, hasta el punto de que en el Reino de Aragón había solo dos, la de Zaragoza y la de Híjar.
En su testamento de 1517 hizo venir a los franciscanos para organizar la Semana Santa, quienes dispusieron las procesiones, vistiendo a los vecinos con la túnica negra que se lleva en nuestros días.
Durante el siglo XVI, los duques de Híjar invirtieron en la construcción de templos como la Iglesia de San Blas, fundada en 1513 pero destruida en la Guerra Civil, y la ermita de Santa Bárbara. También se continuó con la construcción de la Iglesia de Santa María la Mayor.
Tras la expulsión de los judíos, la villa de Híjar quedó dividida en dos zonas. Por una parte, la Villa de los cristianos viejos y, por otra, la Parroquia, cada una con su propio concejo. El que los nuevos pobladores de la Parroquia carecieran de los mismos privilegios que los habitantes más antiguos de la villa, era motivo de disputas continuas. Fue Juana Petronila Silva y Pignatelli quien solucionó el problema otorgando una concordia que unía definitivamente ambas comunidades en una sola (1702).
Seis años después, en 1708, Felipe V concedió el título de «Muy Noble y Leal Villa» a Híjar, pudiendo poner en sus armas la flor de lis en oro.

### Edad Contemporánea
Con la Edad Contemporánea se inició el declive de Híjar.
Los Duques dejaron de vivir en el pueblo y, en 1826, vendieron todas sus posesiones en Híjar. Esto supuso el abandono y ruina del Castillo-Palacio Ducal, que coronaba la villa.
Durante la Guerra de la Independencia los hijaranos intervinieron en la defensa de Zaragoza. Sin embargo, la derrota del segundo sitio representó la sumisión de Híjar a los franceses hasta 1813, sufriendo saqueos y expolios continuos, convirtiéndose en cuartel del general Sevorili. En el marco de la resistencia contra el invasor, el guerrillero Nicolás Miguel, natural de Híjar, formó un ejército conocido como el «cordón de Samper», en el que una de sus compañías la componían mil hijaranos. En total 2200 hombres armados, que se extendían desde La Zaida a Vinaceite para defender la Tierra Baja de las incursiones francesas.
Durante las tres guerras carlistas a mediados del siglo XIX, la villa fue testigo de escaramuzas por parte de ambos bandos, pero al no ser plaza amurallada, no se la sometió a sitio. Pero sí a requisamientos e impuestos por quién gobernase la zona en cada momento.
En 1845, el geógrafo e historiador Pascual Madoz mencionaba que Híjar: 

Se compone de 680 casas generalmente de dos pisos, con buena disposición interior, formando cuerpo de población, repartidas en diferentes calles sin empedrar... y 5 plazas denominadas del Castillo, de la Villa, San Antón, del Olmo y Virgen de Arcos; la primera se encuentra en un alto aislado de la villa, teniendo en un estremo [sic] la iglesia parroquial y en el otro el palacio del Duque que lleva la denominación del pueblo.

 En cuanto a su economía, la localidad producía cereales —trigo, cebada, avena y maíz—, vino, aceite y cáñamo; además, había en la localidad «4 fábricas de jabón, 8 telares de lienzo, un ebanista y varios sastres y carpinteros, 3 molinos de aceite y 2 harineros».
Ya en el siglo XX, durante la Guerra Civil, la villa de Híjar se mantuvo tranquila hasta el 28 de julio de 1936, con la llegada de las columnas republicanas que acudieron desde La Puebla de Híjar en tren desde Barcelona, y permaneció bajo el dominio del bando republicano hasta el 13 de marzo de 1938, cuando fue ocupada por el ejército de Franco. Durante este tiempo fueron destruidas iglesias y obras del arte sacro y la cultura hijarana de manos del frente republicano. A primeros de marzo de 1938 se sucedieron una serie de bombardeos por la Legión Cóndor, que causaron grandes destrozos y decenas de muertos.  

## Demografía
Híjar cuenta con una población de 1760 habitantes (INE 2024).
| Gráfica de evolución demográfica de Híjar entre 1842 y 2021                                                         |
| |
| Población de derecho según los censos de población del INE Población de hecho según los censos de población del INE |

En el fogaje de 1495 —censo del Reino de Aragón ordenado por el rey Fernando el Católico—, figura Híjar con 211 «fuegos» u hogares, lo que equivale aproximadamente a 1000 habitantes.
El censo de España de 1857 registraba una población de 3413 habitantes para Híjar, habiendo disminuido a 3190 en 1877.
Su población se mantuvo estable —siempre por encima de los 3000 habitantes— hasta mediados del siglo XX, comenzando a partir de ahí un sustancial despoblamiento hasta principios del siglo XXI.

## Administración y política

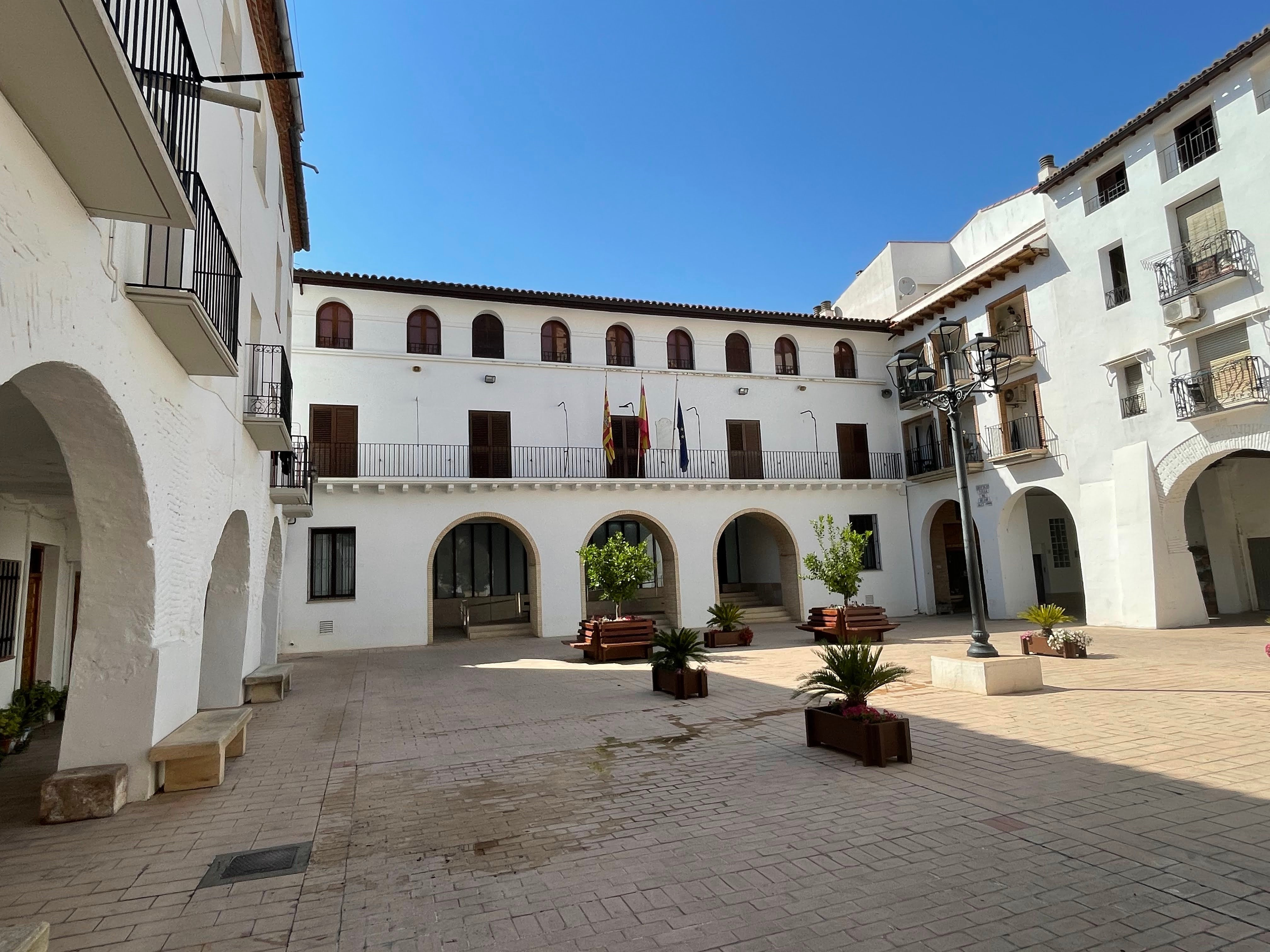
Ayuntamiento de Hijar

| Período   | Alcalde                      | Partido |  |
| --------- | ---------------------------- | ------- |  |
| 1979-1983 | José María Turón Grao        | UCD     |  |
| 1983-1987 | José María Esponera Pascual  | PSOE    |  |
| 1987-1991 | David Cidraque Bielsa        | PP      |  |
| 1991-1995 | David Cidraque Bielsa        | PP      |  |
| 1995-1999 | David Cidraque Bielsa        | PP      |  |
| 1999-2001 | David Cidraque Bielsa        | PP      |  |
| 2001-2003 | Luis Carlos Marquesán Forcén | PP      |  |
| 2003-2007 | Luis Carlos Marquesán Forcén | PP      |  |
| 2007-2011 | Luis Carlos Marquesán Forcén | PP      |  |
| 2011-2015 | Luis Carlos Marquesán Forcén | PP      |  |
| 2015-2019 | Luis Carlos Marquesán Forcén | PP      |  |
| 2019-2023 | Luis Carlos Marquesán Forcén | PP      |  |

| Partido político    | Partido político                                   | 2003   | 2007   | 2011   | 2015   | 2019   |
| Partido político    | Partido político                                   | Ediles | Ediles | Ediles | Ediles | Ediles |
|                     | Partido Popular de Aragón (PP)                     | 5      | 5      | 4      | 5      | 6      |
|                     | Ganar Híjar                                        | —      | —      | —      | 3      | 3      |
|                     | Partido de los Socialistas de Aragón (PSOE-Aragón) | 3      | 4      | 4      | 1      | 0      |
|                     | Partido Aragonés (PAR)                             | 0      | 0      | 1      | 0      | 0      |
|                     | Chunta Aragonesista (CHA)                          | 1      | —      | —      | —      | —      |
|                     | Independientes                                     | —      | —      | —      | —      | 0      |
| Total de concejales | Total de concejales                                | 9      | 9      | 9      | 9      | 9      |

## Cultura

### Patrimonio

#### Arquitectura religiosa

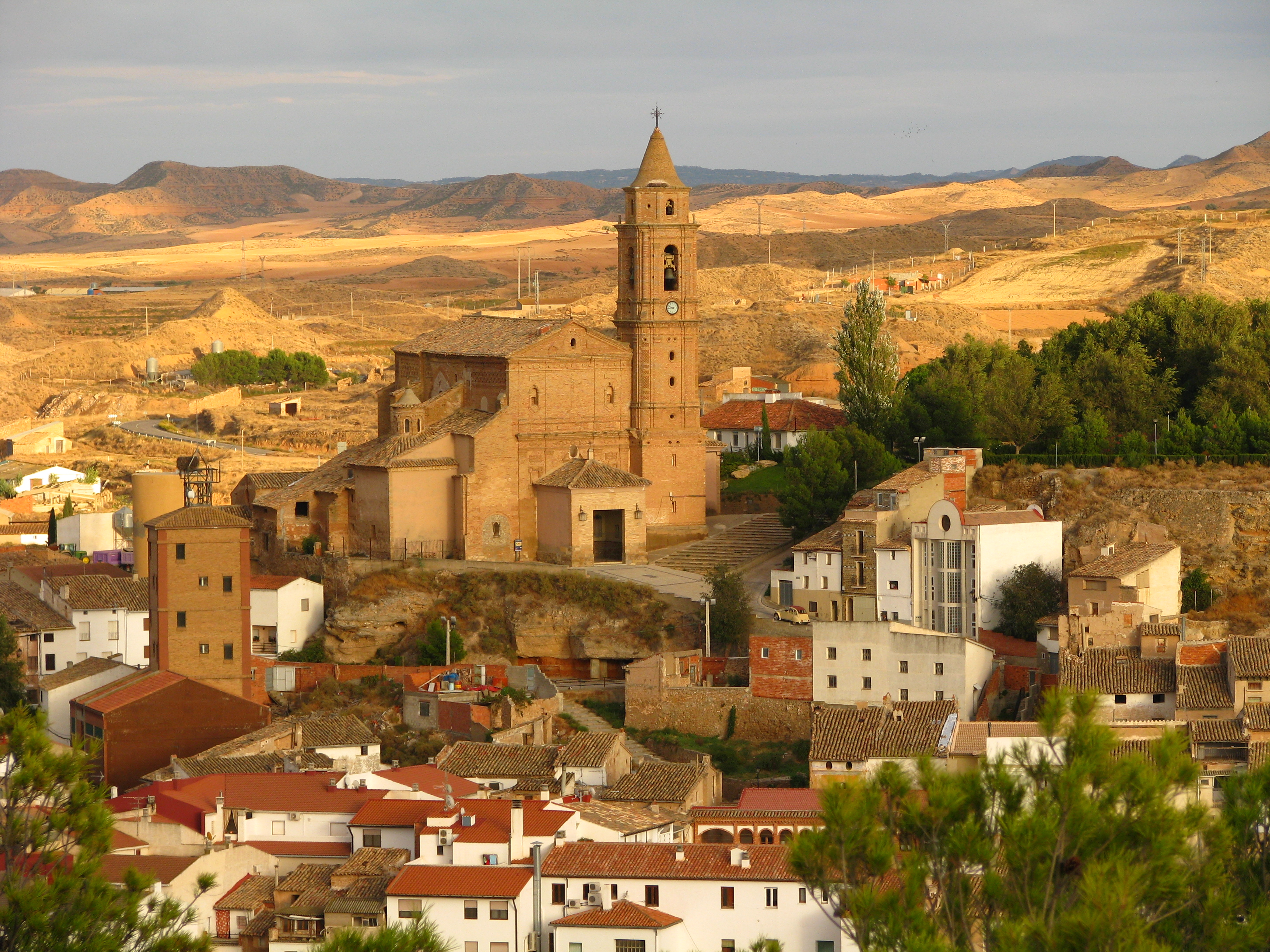
Iglesia de Santa María la Mayor. Construida en el, fue reformada en los siglos y

La Iglesia de Santa María la Mayor, declarada Bien de Interés Cultural, es uno de los templos mudéjares más destacados de Aragón. Su construcción comenzó en el siglo XIV, siendo remodelada en los siglos XVI, XVIII y XIX. El exterior presenta una fachada renacentista, mientras que el interior consta de una nave única dividida en tres tramos con capillas abiertas a los lados entre los contrafuertes. En su interior destaca el retablo, obra de Juan de Moreto, así como el altar de San Antonio. Fue cerrada al culto en 2007 por peligro de derrumbe y posteriormente rehabilitada entre los años 2014 y 2015.
Otro edificio religioso de gran interés es la Ermita de San Antonio Abad, antigua sinagoga reconvertida, sin apenas reformas, en ermita, tras la expulsión de los judíos en 1492. Conserva muy bien su estructura original con una sola nave y cubierta a doble vertiente. Recientes estudios arqueológicos han permitido localizar en el centro de la nave la posición del estrado desde donde el «hazán» dirigía la oración. Junto a la sinagoga se encontraba la «Casa del Rabí», destruida no hace muchos años.

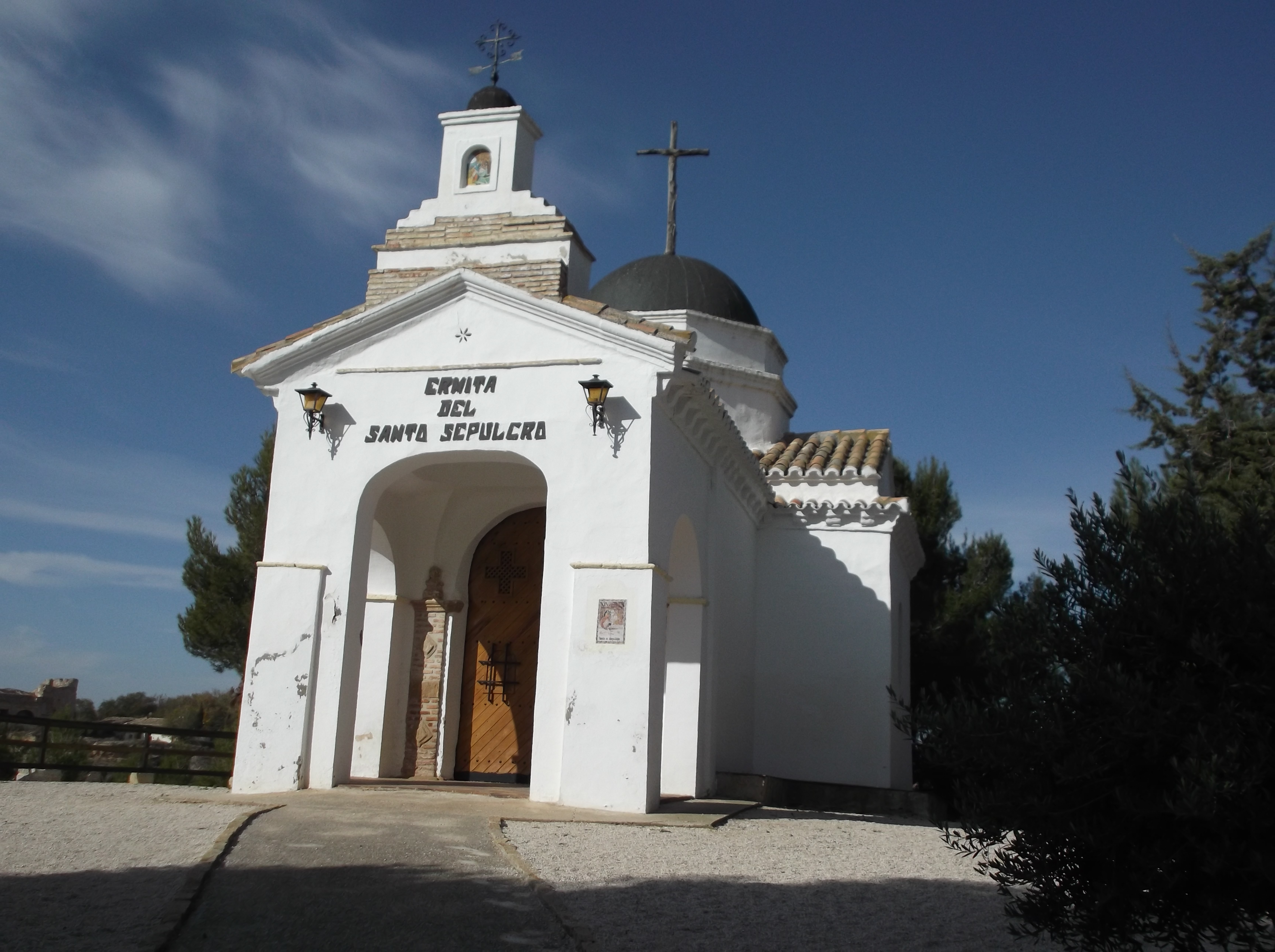
Ermita del Calvario o del Santo Sepulcro

Otras notables construcciones cristianas se hallan diseminadas por la localidad. La ermita del Calvario o del Santo Sepulcro, templo de planta de cruz griega, data del siglo XVIII. En 1600 se edificó en este emplazamiento una ermita dedicada al Santo Sepulcro, la cual se hundiría un siglo después; posteriormente, entre 1719 y 1732 volvió a ser reedificada con el aspecto que tiene en la actualidad. Posee una nave única, con un crucero saliente, cubierto por una cúpula de media naranja sobre pechinas y cabecera recta. Las paredes interiores se hallan decoradas por pinturas murales de mediados del siglo XX. El calvario de Híjar, el más interesante y completo de la comarca, se compone de un andador, a través del cual se ubican las estaciones, que componen el «vía crucis», conduciendo hasta la ermita.

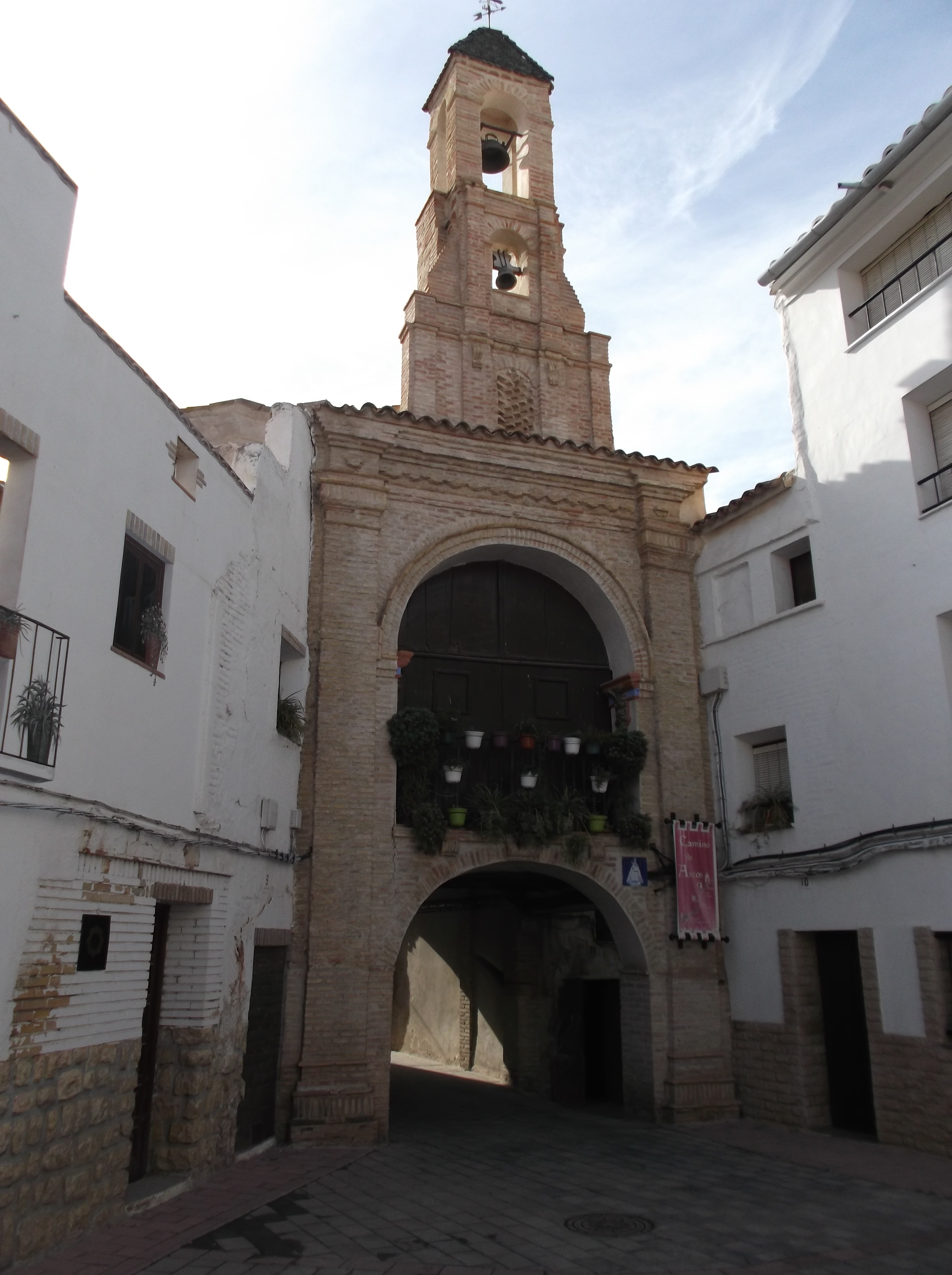
Capilla de la Virgen de Arcos

Otra ermita, la del Carmen, con su anexo de la Casa de Ejercicios, está totalmente reconstruida. La ermita —construida en mampostería y ladrillo en un estilo austero y ecléctico— data de 1900, mientras que la Casa de Ejercicios es posterior, de 1927.
La de Santa Bárbara es otra ermita erigida en el siglo XVI y restaurada en 1945. Está construida en ladrillo a partir de un torreón circular existente en la montaña y consta de una única nave, dividida por tres arcos fajones.
Otro edificio religioso es el convento de los Franciscanos, fundado en el 1300 y dedicado a Nuestra Señora de los Ángeles. Actualmente está casi en ruinas.
Una de las capillas más singulares de la comarca es la de la Virgen de Arcos, construida sobre una de las puertas de entrada a Híjar, ante el cual se abre la plaza de la Virgen. Compuesta por dos cuerpos, en el segundo de ellos se abre la capilla, con un ventanal de medio punto flanqueado por pilastras, todo ello realizado en ladrillo. Su interior conserva un retablo del siglo XXcon la imagen de la virgen.

#### Arquitectura civil

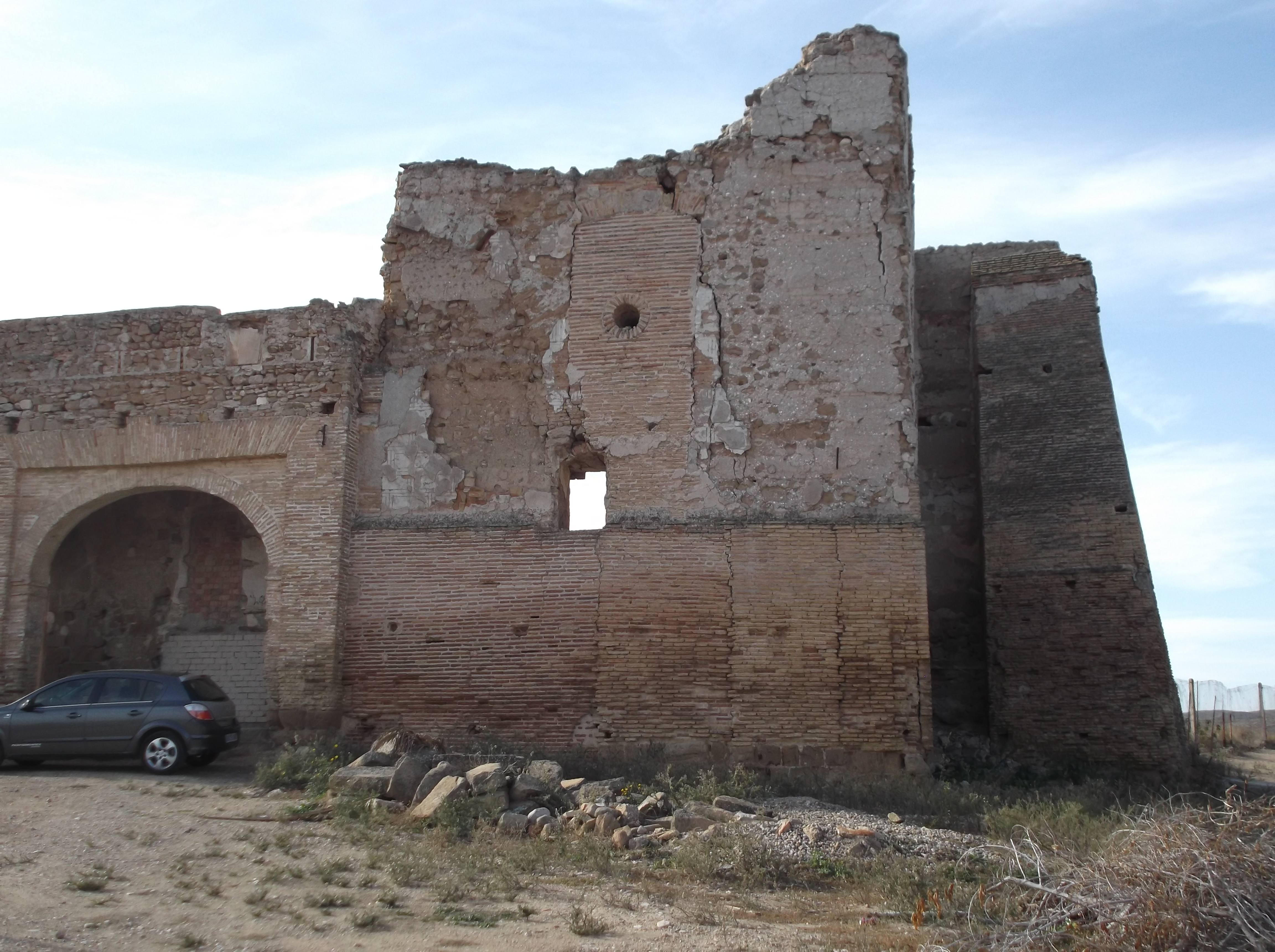
Restos del Castillo palacio de los Duques de Híjar

El Castillo palacio de los Duques de Híjar se alza sobre una elevación que domina en altura la localidad.
Es una fortaleza, originariamente islámica, con reformas efectuadas en los siglos XV y posteriores.
De todo el conjunto del castillo se conserva un torreón con matacanes, una esbelta torre cilíndrica de tapial, un patio central y los restos del palacio ducal.
La llamada «Torre Mora» es una torre albarrana situada en el extremo norte de la plaza del castillo. Corresponde a una torre típicamente islámica, construida en mampostería y enlucida con mortero de cal. Restaurada a inicios del siglo XXI, fue recubierta con cemento gris y pintada de color naranja.
La judería de Híjar, catalogada como Bien de interés cultural, se articula en torno a la plaza triangular de San Antón y las calles contiguas de la Fuente, Jesús y Azaguan. El barrio se ubica a los pies de la plaza del Castillo, debajo de la iglesia. Estructuralmente es un conjunto de calles angostas con casas bajas y estrechas para el mejor aprovechamiento del espacio.
A finales del siglo XV la judería contaba con unos 150 vecinos y disponía de su propio horno, carnicería, su baño ritual o «miqwe», el «fossar» y escuela talmúdica.
La plaza de San Antón, de proporciones muy alargadas, combina ejemplos de arquitectura popular con algunos edificios más formales, todos ellos presididos por la iglesia de San Antonio Abad que da nombre a la plaza. Como ya se ha dicho, el templo es la antigua sinagoga, de la que se conserva el arco de entrada.

### Fiestas
- Festividad de San Antón. Tiene lugar el sábado más próximo al día 17 de enero. Por la mañana, algunos vecinos mayores y niños recorren el pueblo recogiendo donaciones de los vecinos que serán subastadas por la tarde, y, cuando oscurece, se enciende la hoguera en la que se asan a la brasa labores del cerdo y cordero.
- Tamborixar, feria del tambor y la percusión. Se celebra anualmente el fin de semana del Domingo de Ramos, desde el viernes por la tarde hasta el domingo, en la que finaliza tras el Concurso Nacional de Tambores y Bombos de la Villa de Híjar.

- Semana Santa de Híjar. Declarada de Interés Turístico Nacional desde 1980, sobresalen sus extraordinarios «pasos» y procesiones, así como el estruendo continuo de centenares de bombos y tambores, que no cesa desde las doce de la noche del Jueves Santo —en que se «rompe la hora»— hasta la Resurrección. El Monumento al tambor y la exposición permanente de la Semana Santa en el Calvario ponen de manifiesto la importancia que esta conmemoración tiene en el municipio.[23]
- Fiestas Patronales en honor a la Virgen de Arcos y Nuestra Señora del Carmen. Se celebran entre el 19 y el 23 de agosto. Entre lo más vistoso está la «Procesión del Pan Bendito», en la que los vecinos vestidos con traje regional suben a la Ermita del Carmen llevando en unos cestos panes y tortas bendecidas, y el «Rosario de cristal», donde los vecinos descienden desde la Ermita del Carmen portando faroles.[24]

## Ciudades hermanadas
- Tobarra (España)